# Samuel Szpigel
Samuel Szpigel (Rio de Janeiro, 1936 - 2017) foi um pintor brasileiro. Sua obra, estruturada por meio de módulos, incorpora elementos do pop art e da nova figuração. Participou de movimentos de vanguarda na década de 1960 e foi um dos expositores da mostra Nova Objetividade Brasileira, realizada no MAM do Rio de Janeiro.

## Biografia
Carioca, nascido em 1936, Szpigel viveu em São Paulo desde início dos anos 40. Formado em arquitetura pela FAUM - Faculdade de Arquitetura da Universidade Mackenzie (1960) -, dedicou-se às artes plásticas desde os tempos de estudante, recebendo sua primeira premiação em 1958. 
O humor, foi sempre a sua marca, qualquer o tema, a técnica ou a motivação. 
Flávio Motta (prof de História da Arte da FAU USP), em um evento artístico o EAD, no final dos anos 60, disse que Szpigel era o "Chacrinha das artes plásticas brasileiras!" 
Carlos Scarinci, diretor do Museu de Porto Alegre na década de 60, durante uma coletiva - "5 PINTORES DE VANGUARDA”no Museu  1965, disse que ele introduzia um novo conceito na pintura: o folclore urbano.
Com clara opção pelos temas figurativos, mesmo em sua fase mais abstrata nos anos 80 e 90, deixou de lado as referências figurativas, valendo-se sempre de diferentes mídias (serigrafia, fotografia, colagem), bem como de objetos para dar tridimensionalidade a suas obras.

## Trajetória
Ao longo de mais de 50 anos de atividade artística, Szpigel participou de mais 40 exposições coletivas em instituições públicas e privadas - Bienais, em São Paulo, Barcelona/ Espanha; Musée d'Art Moderne de la Ville de Paris França; vários salões Paulista de Arte Moderna; mostras no MAM/ Rio de Janeiro, Museu de Arte Contemporânea da USP; Museu de Arte de Porto Alegre, MAM São Paulo; Instituto de Arquitetos do Brasil IAB/SP; Academia Chilena de Bellas Artes; Museu da Casa Brasileira em Buenos Aires, MIS São Paulo; SESC Pompéia, exposição itinerante pela 3 Américas;  Itaú Cultural São Paulo, várias galerias (Galeria Mobilínea, Galeria São Paulo, Ricardo Camargo, AC Galeria de Arte, outras).
Durante a década de 60, participou do Movimento “Proposta”, em São Paulo e “Nova Objetividade”, no Rio de Janeiro (ambos em 1965) e recebeu vários prêmios, dentre os quais - 1º Prêmio Governo do Estado, 11º Salão Paulista de Arte Moderna, em 1962; o Prêmio Jovem Desenho Nacional no MAM/RJ, em 1965;  Medalha de Ouro no 15º Salão Paulista de Arte Moderna(1965); Medalha de Prata no Salão da Juventude de Campinas, em 1967, e  Prêmio Itamaraty de Aquisição, na IX Bienal de São Paulo, em 1967.
Fez várias exposições individuais dentre as quais uma no Museu de Arte de São Paulo MASP, em 1980.
Existem obras suas no acervo do Palácio Bandeirantes, no Instituto de Arquitetos do Brasil IAB SP, na Estação Pinacoteca Museu do Imaginário São Paulo SP e em várias coleções particulares.
Nos últimos anos, até pouco antes de sua morte, Szpigel desenvolveu um trabalho em várias direções. Deu vazão a uma fase de produção de obras únicas e múltiplas, indistintamente, sem ordem de prioridade, mesclando  técnicas (desenho, pintura, colagem, grafismo), resultados quase finais entre uma modalidade e outra, em busca de uma arte ágil, interpenetrante, mutuamente referida que ele chamava de POP.NOW ou "arte para um mundo em disparada, altamente plástico, tecnológico, perigoso, desafiador." 
Com a Série POP.NOW, ao mesmo tempo em que renovava sua afinidade com a pop arte dos nos 60, Szpigel buscava manter-se inserido no mundo contemporâneo, abordando temas que iam da violência urbana às questões ambientais, das paixões coletivas como o futebol às abstrações puramente estéticas.

## Atividades em Arquitetura e Artes Visuais
- 1968 - aulas de artes no ICA Instituto Central de Artes da Universidade de Brasília
- 1971/ 1974 São Paulo SP - Redator das revistas “AC Arquitetura e Construção” e “Projeto e Construção”
- 1987/ 1989 e 1993/ 1995 - Professor da cadeira de Edificação da Faculdade de Arquitetura da Escola de Belas Artes em São Paulo
- 1975 /2003 - professor titular da Faculdade de Arquitetura e Urbanismo de Santos – FAUS/UNISANTOS, orientador do TFG – Trabalho Final de Graduação I da FAUS